# Слодкувко
Слодкувко (пол. Słodkówko, нім. Klein Schlatikow) — село в Польщі, у гміні Сухань Старгардського повіту Західнопоморського воєводства.
Населення — 104 особи (2011).
У 1975-1998 роках село належало до Щецинського воєводства.

## Демографія
Демографічна структура станом на 31 березня 2011 року:
|          | Загалом | Допрацездатний вік | Працездатний вік | Постпрацездатний вік |
| -------- | ------- | ------------------ | ---------------- | -------------------- |
| Чоловіки | 54      | 7                  | 41               | 6                    |
| Жінки    | 50      | 6                  | 25               | 19                   |
| Разом    | 104     | 13                 | 66               | 25                   |